# Ludolf I (hrabia Dasselu)
Ludolf I (ur. ok. 1115, zm. po 1166) – hrabia Dasselu, syn Reinolda I oraz starszy brat arcybiskupa kolońskiego Rainalda.
Dwukrotnie przebywał na dworze cesarza Fryderyka I Barbarossy w Goslarze. Zmarł, podobnie jak brat, podczas kampanii Barbarossy we Włoszech w 1167 roku na malarię lub amebozę.

## Małżeństwo i dzieci
Prawdopodobnie poślubił Matyldę holsztyńską, córkę Adolfa I i Hildewy. Miał z nią co najmniej trójkę dzieci:
- Ludolfa
- Adolfa
- Zofię

∞Bernhard II wölpski
- Haseke